# Vaterpolo na OI 1912.
Na OI 1912. u Stockholmu, konačna ljestvica na vaterpolskom turniru je bila sljedeća:
| Odličje | Reprezentacija         | Sastav |
| zlato   | Ujedinjeno Kraljevstvo | Charles Sydney Smith, George Cornet, George Wilkinson, Charles Bugbee, Arthur Edwin Hill, Paulo Radmilovic, Isaac Bentham                |
| srebro  | Švedska                | Thorsten Kumfeldt, Harald Julin, Max Gumpel, Robert Andersson, Pontus Hansson, Vilhelm Andersson, Erik Bergqvist                         |
| bronca  | Belgija                | Albert Durant, Herman Donners, Victor Boin, Herman Meyboom, Joseph Pletincx, Oscar Grégoire, Félicien Courbet, Jean Hoffman, Pierre Nijs |